# Daniel Rehder
Daniel Rehder Normand (Lima, 10 de octubre de 1992)[cita requerida] es un director, escritor y productor peruano. En 2016 estrenó El Candidato, su primer largometraje como productor. Su ópera prima, Hotel Paraíso se estrenó en Perú en el 2019 y ganó más de 40 festivales a nivel mundial. Actualmente, se encuentra trabajando en Lima en la postproducción de su segunda película No te mueras por mí (2025) y en el guion y desarrollo de su tercer largometraje El Atrapanieblas (2026).

## Biografía
Daniel se graduó en el 2015 de Tisch School of the Arts de NYU. Previamente, estudio derecho en Lima antes de decidir seguir su sueño y mudarse a Nueva York a estudiar cine.
Daniel estrenó su ópera prima Hotel Paraíso en los cines de Perú en 2019 y luego en Ecuador en 2020, convirtiéndolo en uno de los primeros cineastas peruanos en hacerlo. Luego, participó con la película en más de 40 festivales. Antes de eso dirigió, produjo y escribió varios cortometrajes y estrenó dos películas como productor en Perú. 
Daniel quiere seguir haciendo películas con una connotación social en Perú y a la par mejorar la sustentabilidad de la industria cinematográfica peruana. Para ello, fundó con las empresas productoras de Perú la Asociación de Empresas Cinematográficas del Perú, en la cual fue elegido para la mesa de directores.
Aparte de ser cineasta, Daniel es un jugador de hockey en césped representando a su país en varios partidos en el extranjero y convirtiéndose 8 veces en campeón nacional y el mayor goleador del 2019. También fundó Tuta Llujuy (en quechua: “Noche de luces”), una ONG que proyecta películas para niños en los asentamientos humanos de Lima desde el 2010 y que ahora también provee fondos para 3 comedores populares que ofrecen una comida al día para más de 400 personas.[cita requerida]
Además, es el creador de Una noche en el colegio, un innovador juego de mesa familiar que convierte la currícula escolar nacional en una experiencia divertida.

## Filmografía
Como director
- Hotel Paraíso (2019)
- No te mueras por mi (2025)
- El Atrapanieblas (2026)

Como productor
- El Candidato (2016)